# Renfaneplattmal
Renfaneplattmal, Depressaria emeritella, är en fjärilsart som beskrevs av Henry Tibbats Stainton 1849. Renfaneplattmal ingår i släktet Depressaria. Enligt Dyntaxa ingår Depressaria i familjen plattmalar, Depressariidae, men enligt Catalogue of Life är tillhörigheten istället familjen praktmalar, (Oecophoridae). Arten är reproducerande i Sverige.

## Bildgalleri

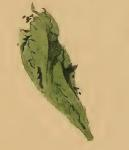
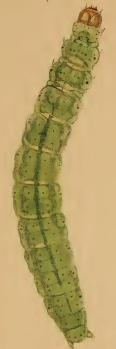
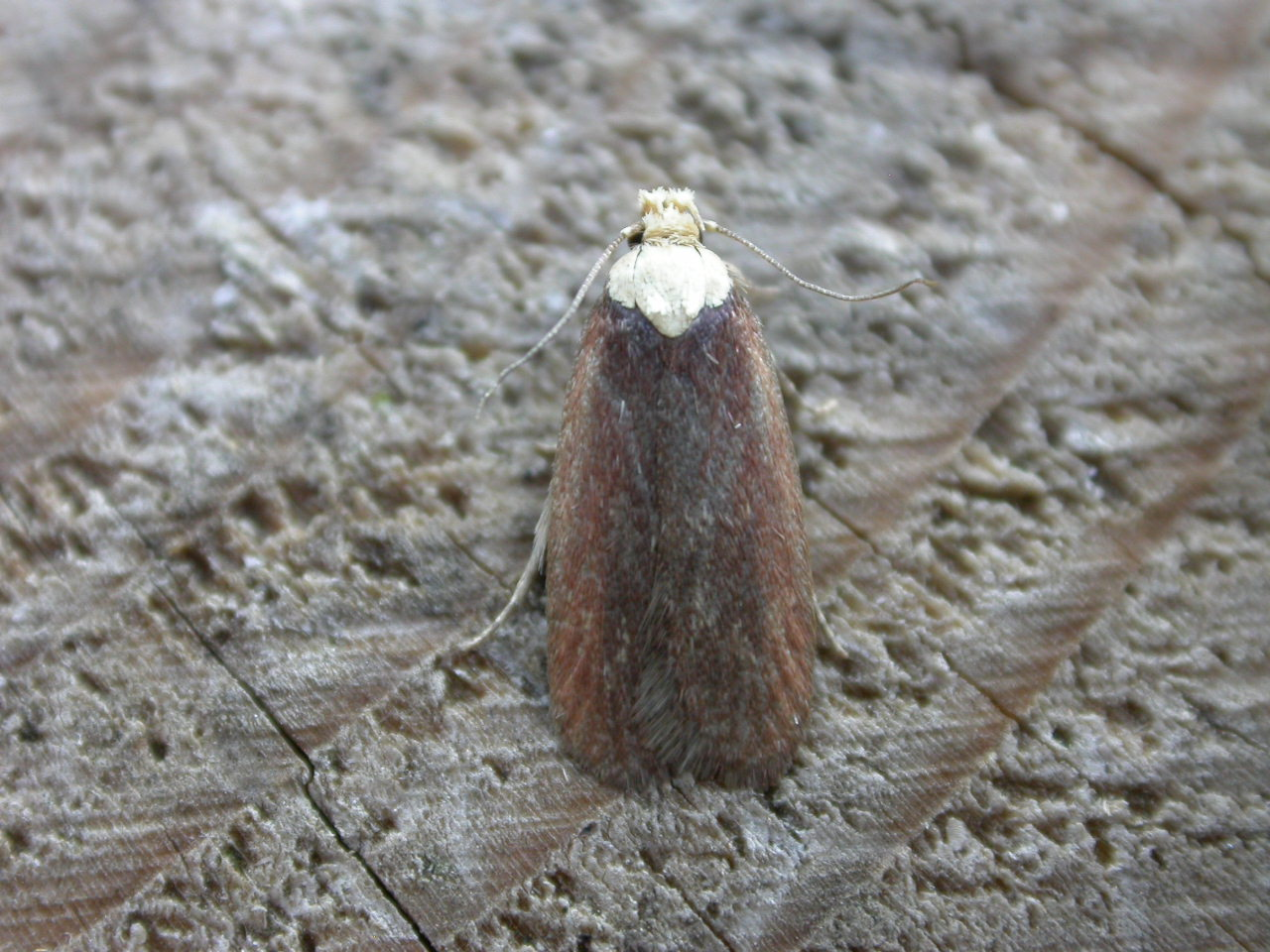